# バスクラリネット
バスクラリネット（bass clarinet、略称：B.Cl、BsCl、バスクラ）は、クラリネットの派生楽器である。

## 概要
この楽器は標準型のクラリネット（ソプラノクラリネット）のおおむね倍の長さを持つ。変ロ (B♭) 調のソプラノクラリネットの倍の大きさに設計される変ロ (B♭) 調の楽器と、イ (A) 調のソプラノクラリネットの倍の大きさを持つイ (A) 調の楽器があるが、後者はほとんど用いられない。後者が全体として半音低い音が出るため、最低音は前者よりも後者が半音低い。しかしながら、前者の管を延長して後者の最低音を出すことができる楽器が製造され、現在では後者のために書かれた楽譜でも前者の楽器で演奏するのが普通である。なお、歴史的にはハ (C) 調のソプラノクラリネットの倍の大きさを持つハ (C) 調の楽器がある。
クラリネットの派生楽器でさらに低い音を出す楽器には、変ロ (B♭) 調のバスクラリネットの1.5倍の長さを持つ変ホ (E♭) 調のいわゆる「コントラアルトクラリネット」、変ロ（B♭）調のバスクラリネットの約２倍の長さをもつ変ロ（B♭）調のいわゆる「コントラバスクラリネット」があり、吹奏楽やクラリネットアンサンブルにおいて用いられることもある。
この楽器の楽譜は一般にはト音記号を用いて書かれる。変ロ (B♭) 調の楽器では長9度（1オクターブと長2度）低い音の出る移調楽器として書かれる。これにより標準型のクラリネットと、楽譜上の指使いが共通となる。時にこの楽器はヘ音記号を使って書かれるが、この場合は長2度低い音の出る移調楽器として書かれる。

## 基本構造
現在使用されている多くの楽器はまっすぐな管体（アフリカ原産のグラナディラ材がよく使われる。プラスチック製のものや、まれに金属製のものもある）と、小さく上を向いた銀色の金属製ベル、曲がった金属製ネックから構成されている。初期のバスクラリネットはファゴットによく似た形をしていた。サクソフォーンとの類似点も多いが、管体が円錐形で作られているサクソフォーンとは違い、バスクラリネットの管体は円筒形でできている。楽器の重量は重いため、首にかけるストラップや、管体に取り付けられたエンドピンで楽器を支える。
標準的なB♭ソプラノクラリネットの最低音が記譜上のミの音（実音で中音Cの下のD）なのに対し、多くのバスクラリネットの最低音はミ♭の音（チェロの最低音であるCの半音上のD♭）である。また後述の旧来のバスクラリネットのための楽譜を演奏するため、いくつかの機種では最低音がドの音（チェロの最低音であるCの1音下のB♭）まで出せるようになっている。

## 楽器の用途
バスクラリネットは、クラリネットアンサンブルなどの小さなアンサンブルでは全体の音を支えるために使われている。普段はチューバのようなベースラインを支える楽器としての役割を与えられているものの、時として主役も与えられる。豊かで確実に聞こえる低音という特徴を活かし、管弦楽では重要な低音旋律において、チェロやコントラバス等の演奏に重なることで明快さを与えたり、時には自らソロを担当する。吹奏楽では金管低音楽器を補うための存在として、またジャズでは独奏楽器として使用されている。近年ではソロ楽器としてのレパートリーも増加しており、独奏や、ピアノやオーケストラ、その他の合奏形態との協奏曲なども作られている。

## 発明
バスクラリネットの起源に関して詳しいことは不明だが、1772年にパリのG.ロット（Gilles Lot）によって、あるいは1793年にドレスデンのH.グレンザー（Heinrich Grenser）によって発明されたとされている。このころの楽器は、形状がファゴットに近く、運指も現在のものとは異なり、音域も下に広かった。19世紀の前半、ベルギーの管楽器開発者であるアドルフ・サックスによって、現在のようなまっすぐな管体で、運指がクラリネットと共通のバスクラリネットが開発された。ドイツ語圏では19世紀終わりまで旧来の楽器が用いられたが、使われなくなった。

## バスクラリネットが使われている主な作品
クラシック音楽でもっとも有名なバスクラリネットが使われている曲として、バレエ音楽「くるみ割り人形」の「金平糖の精の踊り」（チャイコフスキー作曲）が挙げられる。この作品ではバスクラリネットの低い音と、チェレスタの輝かしい高い音が、対照的に使われている。
この楽器を使用する主な曲は、ほかに以下が挙げられる：
- チャイコフスキー：交響曲第6番「悲愴」第1楽章提示部の終わり（作曲者はファゴットを指定しているが、一般にバスクラリネットが使われる。当該曲の「ファゴットパートの一部をバスクラリネットに置き換える演奏上の慣例」節の説明を参照）、マンフレッド交響曲
- ジャコモ・マイアベーア：ユグノー教徒
- ヴェルディ：歌劇「アイーダ」（第4幕冒頭部の伴奏音型）、エルナーニ、オテロなど
- ワーグナー：タンホイザー、トリスタンとイゾルデ（A管のバスクラリネットのソロが存在する）、ワルキューレ、神々の黄昏、ローエングリンなど
- リスト：交響詩「タッソー、悲劇と勝利」、ダンテ交響曲
- ドヴォルザーク：交響詩「真昼の魔女」、交響詩「野ばと」、交響曲第5番
- マーラー：全交響曲および「大地の歌」、持ち替えのものもある
- R.シュトラウス：ドン・キホーテ、死と変容、ティル・オイレンシュピーゲルの愉快ないたずらなど
- シェーンベルク：ペレアスとメリザンドなど
- シベリウス：交響曲第6番
- ヴォーン・ウィリアムズ：交響曲第6番
- サン＝サーンス：交響曲第3番
- フランク：交響曲
- ラヴェル：スペイン狂詩曲、ラ・ヴァルスなど
- ラフマニノフ：交響曲第2番、死の島など
- ストラヴィンスキー：「春の祭典」（第2部 生贄の儀式 5.祖先の儀式の終盤など）、「ペトルーシュカ」（ムーア人の踊り：初版ではLow-C(実音:B♭)まで使用）など
- ショスタコーヴィチ：交響曲第7番第2楽章（Low-Cis(実音:H)まで使用）、交響曲第8番第5楽章、ヴァイオリン協奏曲第1番第2楽章など
- ハチャトゥリアン：ピアノ協奏曲
- ファーディ・グローフェ：グランド・キャニオン第3楽章「山道を行く」
- ウィリアム・シューマン：交響曲第3番終楽章（バスクラリネットとスネアドラムの長い二重奏がある）
- スティーヴ・ライヒ：ニューヨーク・カウンターポイント

## 特殊奏法などの演奏テクニック
- スラップ奏法　（舌打ち）
- キーノイズ奏法　（低音楽器で大きいキーほど大きな音が出る）
- 重音奏法　（マルチフォニック、メアクラング）
- 循環呼吸　（口の中の空気だけで演奏中に鼻から息を吸うこと）
- マウスピース無し奏法　（スラップと組み合わされるが、トランペット奏法と組み合わせることもできる）
- グロウル（うなり）奏法　（声帯を振動させながら演奏することで音をひずませる）

## ジャズでのバスクラリネット
草創期のジャズでは滅多に使われていなかったバスクラリネットだが、ジェリー・ロール・モートンと彼のレッド・ホット・ペッパーズによって1926年に録音されたバスクラリネットのソロが「Someday Sweetheart」で聴くことができる。
1930年代後半以降、ハリー・カーネイがデューク・エリントンの編曲による作品を時折バスクラリネットにて演奏した。
ジョージ・ガーシュウィンの「ラプソディ・イン・ブルー」、「パリのアメリカ人」、へ調のピアノ協奏曲といった一連の「シンフォニック・ジャズ」作品にはバスクラリネットが用いられており、「ラプソディ・イン・ブルー」の最初のバージョンであるジャズバンド版にも含まれている。「ラプソディ・イン・ブルー」のオリジナルでは中間部でバスクラリネットのソロがあるが、今では編曲してあるものが多くバスクラリネットのソロはないものが多い。
最初の著名なバスクラリネット奏者であるエリック・ドルフィーによって、後々の演奏家にも使われることになる多くのボキャブラリーとテクニックが確立された。
ドルフィーによって演奏されて以来、バスクラリネットは2番目もしくは3番目の持ち替え楽器として、デヴィッド・マレイやジョン・サーマン、James Carterなどのサックス奏者やクラリネット奏者によって使用されている。ボルチモアを拠点に活躍するアメリカ人演奏家兼バンドリーダーのトッド・マーカスのように、ごく少数ながらバスクラリネットを専門にする演奏家も存在する。
ベーシストのマーカス・ミラーもアルバムやライブでバス・クラリネットを披露している。

## フュージョンでのバスクラリネット
ベニー・モウピンは、マイルス・デイヴィスのアルバム「ビッチェズ・ブリュー」でバスクラリネットを演奏している。また、ボブ・ミンツァーもジャコ・パストリアス・バンドなどでバスクラリネットを演奏している。

## バスクラリネットの独奏曲
1950年代まで、クラシックの演奏家にはバスクラリネットを専門とする奏者は存在していなかった。バスクラリネット奏者の先駆者として、1955年3月23日にはじめてバスクラリネットのソロリサイタルを開催したことで知られている、チェコ人のヨゼフ・ホラークが挙げられる。これがきっかけとなって、バスクラリネットが独奏楽器として認められるようになってきた。
バスクラリネットのために書かれた独奏曲は非常に少なかったため、多くのバスクラリネットの独奏者は当初は、バッハの無伴奏チェロ組曲など、他の楽器のために作曲された楽曲を編曲して演奏していた。ホラークに始まり、ハリー・スパルナーイ（en:Harry Sparnaay）、カール・ロスマン（en:Carl Rosman）、アンリ・ボク（en:Henri Bok）などの多くの名手がバスクラリネットのための独奏曲を委嘱したため、ブライアン・ファーニホウ、パスカル・デュサパン、フランコ・ドナトーニ、ユルク・フレイ（en:Jürg Frey）など国際的にも有名な作曲家の作品などをはじめとし、現在では数多くの作品が存在している。